# Ляньнань-Яоский автономный уезд
Ляньна́нь-Я́оский автономный уезд (кит. упр. 连南瑶族自治县, пиньинь Liánnán Yáozú zìzhìxiàn) — автономный уезд городского округа Цинъюань провинции Гуандун (КНР).

## История
До середины XX века эти места были частью уезда Ляньшань. В 1946 году из уезда Ляньшань был выделен уезд Ляньнань (连南县).
После вхождения этих мест в состав КНР был образован Специальный район Бэйцзян (北江专区), и уезд вошёл в его состав. В 1952 году Специальный район Бэйцзян был расформирован, и уезд перешёл в состав Административного района Юэбэй (粤北行政区). 
25 января 1953 года уезды Ляньшань и Ляньнань были объединены в Ляньнань-Яоский автономный район уездного уровня (连南瑶族自治区（县级)). В марте 1954 года Ляньшань был вновь выделен в отдельный уезд. В июне 1955 года Ляньнань-Яоский автономный район был преобразован в Ляньнань-Яоский автономный уезд. В конце 1955 года было принято решение о расформировании Административного района Юэбэй, и с 1956 года автономный уезд вошёл в состав Специального района Шаогуань (韶关专区).
В 1959 году Ляньнань-Яоский автономный уезд, Ляньшань-Чжуан-Яоский автономный уезд, и уезды Ляньсянь и Яншань были объединены в Ляньянский многонациональный уезд (连阳各族自治县). В 1960 году уезд Яншань был воссоздан, а Ляньянский многонациональный уезд был переименован в Ляньчжоуский многонациональный уезд (连州各族自治县). В 1961 году Ляньсянь был вновь выделен в отдельный уезд, а Ляньчжоуский многонациональный уезд был переименован в Ляньнань-Яо-Чжуанский автономный уезд (连南瑶族僮族自治县). Постановлением Госсовета КНР от 26 сентября 1962 года Ляньнань-Яо-Чжуанский автономный уезд был расформирован, и был воссоздан Ляньнань-Яоский автономный уезд.
В 1970 году Специальный район Шаогуань был переименован в Округ Шаогуань (韶关地区).
В июле 1983 года округ Шаогуань был преобразован в городской округ Шаогуань.
Постановлением Госсовета КНР от 7 января 1988 года был образован городской округ Цинъюань, и автономный уезд перешёл в его состав.

## Административное деление
Автономный уезд делится на 7 посёлков.